# Rada Miasta Opola
Rada Miasta Opola – stanowiący i kontrolny organ władzy samorządowej powiatu grodzkiego Opole. Istnieje od 1990 r. W jej skład wchodzą radni wybierani na terenie miasta w wyborach bezpośrednich na kadencję trwającą 5 lata, licząc od dnia wyboru.

## Organizacja Rady
Rade Miasta tworzy obecnie 25 radnych, wybierających spośród siebie przewodniczącego i 3 wiceprzewodniczących. Radni pracują w tematycznych komisjach stałych i doraźnych. Komisje Stałe:
Komisja Rewizyjna,
Komisja Budżetowa,
Komisja Infrastruktury,
Komisja Edukacji i Kultury,
Komisja Społeczna i Zdrowia,
Komisja Sportu i Turystyki,
Komisja Skarg, Wniosków i Petycji.

## Siedziba Rady
Siedziba Rady Miasta Opola znajduje się w opolskim ratuszu, mieszczącym się na rynku.

## Wybory do Rady Miasta
Radni do Rady Miasta Opola są wybierani w wyborach co 5 lat w pięciu okręgach wyborczych, które nie mają swoich oficjalnych nazw. Zasady i tryb przeprowadzenia wyborów określa odrębna ustawa. Skrócenie kadencji rady może nastąpić w drodze referendum.

## Historia

### I kadencja (1990–1994)[6]
- Rada liczyła 47 radnych,
- Lista radnych: Alicja Andruszkiewicz, Mirosław Bagiński, Tadeusz Berka, Krystyna Broszkiewicz, Stanisław Cap, Zbigniew Chmiel (radny 1994 r.), Irena Chmielewska, Stanisław Ciepły, Krystyna Cieszyńska, Wojciech Drop, Tadeusz Drozd, Jan Feusette, Władysław Hyjek, Andrzej Jurkiewicz, Andrzej Kijas, Roman Kirstein, Aleksander Kochanowski, Jacek Kucharzewski, Zofia Kupińska, Jerzy Lach, Stanisław Leszczyński, Danuta Lichosik, Zbigniew Marschal, Stanisław Mentel, Ernest Mittmann, Iwona Niedojadło, Witold Nowicki, Władysław Olszewski, Roman Ostrowski, Zbigniew Pałac, Bronisław Pichurski, Seweryn Plebanek, Marian Podświadek, Jerzy Przygrodzki (radny do 1992 r.), Stefan Ptaszek, Andrzej Rybarczyk, Stanisław Skakuj, Mieczysław Sokołowski, Ireneusz Sołek (radny od 1992 r.), Alfred Strzyż, Jerzy Szteliga (radny do 1994 r.), Leon Troniewski, Leszek Warmuzek, Ferdynand Warwas, Bogdan Wedemski, Katarzyna Wencel, Krzysztof Wiecheć.

### II kadencja (1994–1998)[7]
- Rada liczyła 45 radnych,
- Lista radnych: Władysław Brudziński, Ryszard Czerwiński, Piotr Ciona, Józef Ciupek, Stanisław Dolata, Mieczysław Dwernicki (zm. w 1996 r}, Janusz Olechnowicz (radny od 1996 r.), Romuald Durecki, Teresa Dyszlewska, Ewa Gajek, Bogumiła Gruszczyńska, Władysław Hyjek, Aleksander Iszczuk, Tadeusz Jarmuziewicz (radny do 1997 r.), Jan Kępa (radny od 1997 r.), Magdalena Kasprzyk, Jan Knefel, Edward Andrzej Kowalczyk, Maciej Kozłowski, Hieronim Krótkiewicz, Jacek Kucharzewski, Gerard Kurpiers, Stanisław Lągiewka, Andrzej Mały, Henryk Mazurkiewicz, Andrzej Namysło, Józef Nocuń, Ewa Olszewska, Władysław Olszewski, Krzysztof Pająk, Leszek Pogan, Teresa Poleszuk-Spakowska, Janusz Sawczuk, Krystyna Stadnicka, Jan Steiner, Jan Składzień, Andrzej Szczepański, Andrzej Rybarczyk, Jan Roguła, Adam Walawender, Stanisław Skakuj, Leon Troniewski, Bogdan Wedemski, Leszek Wodziński, Grażyna Wojtalska-Kusyk, Eliza Wyszomirska-Kurdej, Urszula Żuk-Sosnowska.

### III kadencja (1998–2002)[8]
- Rada liczyła 45 radnych,
- Lista radnych: Piotr Baron, Władysław Brudziński, Antoni Chorzewski, Artur Ciechociński, Ryszard Ciecierski, Piotr Ciona, Stanisław Czech, Ryszard Czerwiński, Dorota Dancewicz, Stanisław Dolata, Alojzy Drewniak, Beata Drewnicka-Skorupa, Wojciech Drop, Jan Feusette, Józef Flak, Ewa Gajek, Ewa Granatowska, Aleksander Iszczuk, Lidia Kenar, Jan Knefel, Anna Koska, Czesław Kowzan, Piotr Kumiec, Marek Łabno, Stanisław Łągiewka, Czesław Mackiewicz, Marcin Majszczyk, Ernest Mittmann, Przemysław Nijakowski, Ewa Olszewska, Teresa Poleszuk-Spakowska, Stefan Ptaszek, Radosław Rybczyński, Dariusz Smagała, Mieczysław Sokołowski, Jan Steiner, Stanisław Strzęp, Piotr Synowiec, Artur Sypień, Lesław Watras, Krzysztof Wiecheć, Janusz Wójcik, Eliza Wyszomirska-Kurdej, Krzysztof Zerych, Halina Żyła.

### IV kadencja (2002–2006)[9]
- Kluby radnych:

Rada Miasta Opola, 2002

  - Stowarzyszenie Rodzin Katolickich Diecezji Opolskiej – 3 radnych:
    - Lesław Watras, Jan Ostrowski, Barbara Koc-Ogonowska,

  - Platforma Obywatelska-Prawo i Sprawiedliwość[a] – 11 radnych:
    - Janusz Trzepizur, Sławomir Kłosowski, Renata Ćwirzeń, Janusz Kowalski, Adrian Wesołowski, Przemysław Gudaniec, Halina Dąbrowska, Ryszard Ciecierski, Tomasz Kwiatek, Elżbieta Bień, Arkadiusz Wiśniewski,

  - Sojusz Lewicy Demokratycznej-Unia Pracy – 9 radnych:
    - Artur Sypień, Ewa Gajek, Piotr Synowiec, Halina Żyła, Antoni Chorzewski, Dorota Dancewicz, Ryszard Czerwiński, Piotr Kumiec, Teresa Poleszuk-Spakowska,

  - Niezrzeszeni – 2 radnych:
    - Dariusz Smagała (Wspólnota Prawe Miasto), Stefan Ptaszek (Mniejszość niemiecka)

### V kadencja (2006–2010)
- Prezydium[10]:
  - Przewodniczący: Dariusz Smagała
  - Wiceprzewodniczący: Halina Dąbrowska
  - Wiceprzewodniczący: Arkadiusz Wiśniewski

- Kluby radnych[11]:

Rada Miasta Opola, 2006

  - Platforma Obywatelska – 7 radnych:
    - Roman Ciasnocha, Barbara Kimak, Elżbieta Bień, Renata Ćwirzeń-Szymańska, Jarosław Trembacz, Adrian Wesołowski, Arkadiusz Wiśniewski

  - Prawo i Sprawiedliwość – 9 radnych:
    - Jarosław Ostrowski, Halina Dąbrowska, Ryszard Ostrowski, Arkadiusz Szymański, Violetta Porowska, Tomasz Kwiatek, Sławomir Brzeziński, Patryk Jaki, Halina Ligwińska-Talik

  - Lewica – 4 radnych:
    - Andrzej Namysło, Lucjusz Bilik, Dorota Dancewicz, Halina Żyła

  - Razem dla Opola – 3 radnych:
    - Alojzy Drewniak, Stefan Ptaszek, Dariusz Smagała

  - Niezależni – 2 radnych:
    - Marzena Kawałko, Janusz Pawlak

### VI kadencja (2010–2014)
- Prezydium[10]:
  - Przewodniczący: Roman Ciasnocha
  - Wiceprzewodniczący: Violetta Porowska
  - Wiceprzewodniczący: Marcin Ociepa[12]
  - Wiceprzewodniczący: Piotr Mielec

- Kluby radnych[11]:

Rada Miasta Opola, 2010

  - Platforma Obywatelska – 12 radnych:
    - Zbigniew Kubalańca, Tomasz Kaliszan, Elżbieta Bień, Roman Ciasnocha, Marzena Kawałko, Jolanta Kawecka, Szymon Ogłaza, Marek Przygoda, Dariusz Smagała, Renata Ćwirzeń-Szymańska, Adrian Wesołowski, Bronisława Żebrowska

  - Prawo i Sprawiedliwość – 3 radnych:
    - Marek Kawa, Violetta Porowska, Dariusz Całus

  - Sojusz Lewicy Demokratycznej – 5 radnych:
    - Lucjusz Bilik, Beata Kubica, Adam Pieszczuk, Małgorzata Sekuła, Piotr Mielec

  - Razem dla Opola – 3 radnych:
    - Marcin Ociepa, Marcjanna Lotko, Eugenia Sak

  - Radni niezrzeszeni – 2 radnych:
    - Przemysław Bukowski, Michał Nowak

### VII kadencja (2014–2018)
- Prezydium:
  - Przewodniczący: Marcin Ociepa
  - Wiceprzewodniczący: Krzysztof Kawałko
  - Wiceprzewodniczący: Marek Kawa
  - Wiceprzewodniczący: Marcin Rol

- Kluby radnych:

Rada Miasta Opola, 2014

  - Platforma Obywatelska – 9 radnych:
    - Zbigniew Kubalańca, Tomasz Kaliszan, Elżbieta Bień, Irena Dzwonkowska, Krzysztof Kawałko, Marzena Kawałko, Jolanta Kawecka, Anna Łęgowik, Szymon Ogłaza

  - Klub Radnych Arkadiusza Wiśniewskiego – 6 radnych:
    - Witold Zembaczyński, Łukasz Sowada, Dariusz Chwist, Marcin Rol, Małgorzata Wilkos, Tomasz Wróbel

  - Prawo i Sprawiedliwość – 4 radnych:
    - Sławomir Batko, Agnieszka Zakrzewska-Kubów, Marek Kawa, Sławomir Kruk

  - Klub Radnych Razem dla Opola – 4 radnych:
    - Marcin Ociepa, Krzysztof Drynda, Barbara Koc-Ogonowska, Justyna Soppa

  - Radni niezrzeszeni – 2 radnych:
    - Marcin Gambiec, Piotr Mielec

### VIII kadencja (2018-2024)
- Prezydium:[13]Rada Miasta Opola, 2018-2024
  - Przewodniczący: Łukasz Sowada

Rada Miasta Opola, 2018-2024

  - Wiceprzewodniczący: Sławomir Batko
  - Wiceprzewodnicząca: Barbara Kamińska
  - Wiceprzewodniczący: Przemysław Pytlik

- Kluby radnych:[14]
  - Klub Radnych Arkadiusza Wiśniewskiego- 13 radnych:
    - Piotr Mielec, Waldemar Matuszek, Bartłomiej Bonk, Dariusz Chwist, Jacek Kasprzyk, Dariusz Nawarecki, Edward Odelga, Przemysław Pytlik, Łukasz Sowada, Anna Tabisz, Alicja Wiśniewska, Tomasz Wróbel, Urszula Zajączkowska
    - Platforma Obywatelska- 6 radnych:
      - Przemysław Pospieszyński, Elżbieta Bień, Tomasz Kaliszan, Barbara Kamińska, Elżbieta Kurek, Anna Łęgowik

    - Prawo i Sprawiedliwość –  5 radnych:
      - Michał Nowak, Sławomir Batko, Krystyna Duda, Marek Kawa, Małgorzata Wilkos

    - Radni niezrzeszeni- 1 radny:
      - Jolanta Kawecka

### IX kadencja (2024- 2029)
- Prezydium:[16]
  - Przewodnicząca: Barbara Kamińska

Rada Miasta Opola 2024-2029

  - Wiceprzewodniczący: Sławomir Batko
  - Wiceprzewodniczący: Piotr Mielec
  - Wiceprzewodniczący: Anna Tabisz

- Kluby radnych:[17]
  - Klub Radnych Arkadiusza Wiśniewskiego- 11 radnych:
    - Samanta Stachowicz [18], Dariusz Chwist, Małgorzata Jarosz- Basztabin, Jacek Kasprzyk, Marek Kinder, Izabela Król, Piotr Mielec, Dariusz Nawarecki,  Edward Odelga, Anna Tabisz, Tomasz Wróbel

  - Koalicja Obywatelska- 10 radnych:
    - Przemysław Pospieszyński, Elżbieta Bień, Jan Damboń, Tobiasz Gajda [19], Tomasz Kaliszan, Agnieszka Kamińska, Barbara Kamińska, Justyna Kowol, Anna Łęgowik, Lilianna Łuczkiewicz

  - Prawo i Sprawiedliwość- 4 radnych:
    - Michał Nowak, Sławomir Batko, Marek Kawa, Małgorzata Wilkos